# Perea Ròdia
Perea Ròdia (en llatí Peræa Rhodiorum,, en grec antic Περαία τῶν Ῥοδιῶν) era el nom donat a les possessions ròdies a Cària, formades per la costa sud de Cària enfront de l'illa de Rodes, fins a la frontera de Lícia, segons diu Estrabó. La muntanya Phoenix era a una península dins aquest territori, i era anomenada Quersonès Rodi, segons Plini el Vell i Diodor de Sicília.